# Kognitionsvidenskab
Kognitionsvidenskab er betegnelsen for den tværfaglige undersøgelse af tænkning (kognition) og tænkningens underliggende processer. Kognitionsvidenskaben undersøger både hvad tænkning er, hvad den kan, og hvordan den opstår. Fokus er på, hvordan information optages gennem sanserne (perception), opbevares i hukommelsen, bearbejdes, og videreformidles gennem sproget og den sociale interaktion. Kognitionsvidenskab samler en række forskningsretninger, såsom psykologi, lingvistik, filosofi, neurovidenskab, datalogi og antropologi. Udforskningen af kognitionen er primært kvantitativt eksperimentel, suppleret med computermodeller af f.eks. kunstig intelligens.

## Historisk baggrund
Kognitionsvidenskaben har rødder tilbage til antikkens filosoffer, bl.a. Platon og Aristoteles, men som forskningsretning er den et barn af 1950’erne, hvor psykologi, antropologi og lingvistik gennemgik en forvandling, og hvor datalogien og neurovidenskaben opstod som selvstændige forskningsområder..
En stor del af det teoretiske grundlag for studiet af kognitive processer blev lagt inden for de fremstormende videnskaber om computere og databehandling i 1940’erne og 1950’erne med bl.a. Alan Turing og John von Neumann som bannerførere. Computeren blev - og er - vigtig for kognitionsvidenskaben, både som metafor for hvordan den menneskelige informationsbehandling tænkes at foregå, og som instrument til at udvikle og teste modeller for kognitive processer. I midten af 50’erne begyndte Allan Newell og Hebert A. Simon at arbejde med udviklingen af kunstig intelligens i form af computerprogrammer, der simulerede menneskelig problemløsning. Andre forsøg på udvikling af kunstig intelligens med brug af neurale netværk, hvor den menneskelige hjerne bruges som inspiration til computersystemer, snarere end omvendt, er en anden vigtig historisk forudsætning for kognitionsvidenskab. Dette arbejde havde sit udspring i den tidlige kybernetik med bl.a. Walter Pitts og Warren McCulloch som vigtige tidlige skikkelser. 
Kognitionsvidenskaben opstod desuden til en vis grad som en reaktion imod behaviorismen. Behaviorismen var den dominerende forskningsretning inden for psykologien i 1950'erne. Under indflydelse af blandt andre Ivan Pavlov argumenterede den for, at adfærd og adfærdens kobling til eksterne stimuli under læring var de eneste processer, der var mulige og relevante at studere. Mentale processer blev ikke anset for tilgængelige for undersøgelser. Et afgørende vendepunkt kom, da en af behaviorismens fremmeste fortalere, adfærdsforskeren B.F. Skinner i sin bog Verbal Behavior fra 1957 forsøgte at beskrive sproget som stimulus-respons læring efter behavioristiske forskrifter. Skinner hævdede at forståelsen af ord bygger på indlæring under kobling af ordet selv med oplevelse af ordets betydning. I en sønderlemmende kritik argumenterede lingvisten Noam Chomsky for at man med behaviorismens tilgang til sprog kun ville kunne forstå sætningen ‘Pengene eller livet’, hvis man havde ‘tidligere erfaring med hvad at være død’. Chomsky argumenterede for nødvendigheden af at inddrage mentale og eventuelt medfødte processer i forklaringen af den menneskelige sprogevne. 
Begrebet kognitionsvidenskab (eng.: Cognitive Science) blev første gang brugt i 1973 af Christopher Longuet-Higgins i en rapport om kunstig intelligens. I 1977 udkom det første nummer af det videnskabelige tidsskrift Cognitive Science og i 1979 blev Cognitive Science Society, det første kognitionsvidenskabelige selskab dannet og samme år blev den første egentlige kognitionsvidenskabelige konference afholdt i La Jolla i Californien.

## Undersøgelsesniveauer
En central iagttagelse inden for kognitionsvidenskaben har været, at de samme fænomener kan undersøges på kvalitativt forskellige måder. David Marr redegjorde for tre forskellige niveauer: Det computationelle niveau, det algoritmiske niveau og implementeringsniveauet.

### Det computationelle niveau
På det computationelle niveau undersøges indholdet af - og formålet med en given proces. En person kan f.eks. have som opgave at huske et tidspunkt og et sted, fordi vedkommende har en aftale. Eller i et mere simpelt forsøg, kan en person høre og læse en række ord og så forsøge at afgøre om det hun lige har hørt er det samme som det der kom før, selv om det var et læst ord. Forsøgspersonens opgave er altså at sammenligne en lyd med et billede og afgøre om disse to kvalitativt forskellige sanseindtryk er forbundet med det samme betydningsindhold.

### Det algoritmiske niveau
Hvis man spørger personen, hvordan vedkommende bærer sig ad med at huske sin aftale, så vil de fleste være ude af stand til at give et fornuftigt svar. Vi kan bare huske - eller også glemmer vi. På samme måde forholder det sig, hvis vi skal sammenligne et læst ord med et hørt. Selvom de er væsensforskellige sanseindtryk, så har vi alligevel fornemmelsen af at ordet kan være 'det samme'. Vi må formode, at det ikke er tilfældigt og at der gives processer, som muliggør at vi husker. Hvis vi skal afgøre om et ord vi har hørt er det samme, som et ord vi har læst, må vi formode, at der foregår en art 'oversættelse' af ordene, enten til et symbolsk format, hvor sansedelen af ordet er fjernet, eller fra den ene sansemodalitet til den anden, sådan at de to ord kommer til at optræde i samme 'format'. 
Når en computer udfører en opgave, så gør den det som regel ved at gennemløbe et program, der fortæller den, hvad den skal gøre. På samme måde kan vi forestille os, at mennesker har “programmer’” der gør dem i stand til at udføre opgaver. Disse programmer må køre ved hjælp af en form for programmeringssprog. Konkret kan vi forestille os, at nervecellerne i hjernen er koblet til hinanden og udveksler informationer. Disse informationer og de lovmæssigheder, som de udviser, udgør det algoritmiske niveau. 
Men der kan også være beskrivelser på det algoritmiske niveau som er uafhængige af ideen om at processerne foregår i hjerner. Man kan beskrive processerne ved hjælp af teoretiske modeller og simuleringer og dermed danne sig en idé om hvordan det overhovedet kan lade sig gøre at huske noget. Derefter kan man teste, om måden en model arbejder på, ligner den måde som den naturlige kognition løser opgaven på. En teoretisk model vil f.eks. kunne bruges til at forudsige i hvilke situationer en proces går godt og hvornår den slår fejl. Hvis modellen glemmer sine aftaler efter samme mønster som mennesker typisk gør, så kan det være en indikation af at de to systemer ligner hinanden.

### Implementeringsniveauet
Mens det algoritmiske niveau beskriver processerne, så beskriver implementeringsniveauet den “hardware”, som processerne foregår i. For den menneskelige kognitions vedkommende udgøres dette niveau af nervecellerne selv og af den struktur, som de er organiseret i. En korrekt model for den menneskelige kognition på det algoritmiske niveau må naturligvis tage implementeringsniveauet med i betragtning. Når vi skal huske en aftale kan det være, at vi snarere end at huske en specifik adresse, går lidt rundt i nabolaget, og så genkender huset, når vi finder det. En sådan løsning er afhængig af, at vi konkret kan bevæge os, og at de strukturer i vores hjerne (bl.a. hippocampus) som er involveret i at huske steder, har konkrete forbindelser til synsbarken i hjernens nakkelap. Synsbarken er det primære område for visuel perception og på implementeringsniveauet er dette igen affødt af, at der er stærke nerveforbindelser til øjne og nethinde. På samme måde er hørebarken direkte forbundet med det indre øre. Hvis vi skal sammenligne et ord, som er kommet ind gennem hørelsen med et, som kom ind gennem synssansen, må de to signaler nødvendigvis møde hinanden et sted, og det er måske ikke så overraskende, hvis vi ser mere hjerneaktivitet i de områder der ligger midtimellem synsbarken og hørebarken. På implementeringsniveauet giver det i hvert fald mening.

## Undersøgelsesmetoder
Kognitionsvidenskaben opstod ganske vist som et brud med behaviorismen, men overtog behaviorismens målsætning om videnskabelighed i undersøgelsen af de menneskelige tankeprocesser. Dette betyder, at kognitionsforskere i vidt omfang er skeptiske over for subjektive fortolkninger og introspektion, hvilket ellers er udbredte metoder inden for de humanistiske forskningsmiljøer som kognitionsvidenskaben trækker på. I stedet søger kognitionsvidenskaben efter naturvidenskabeligt forbillede at etablere falsificerbare teorier og teste hypoteser ved hjælp af eksperimenter.

### Adfærdseksperimenter
Ved at studere adfærd kan man indimellem lære noget om de kognitive processer, der ligger bag adfærden. De mest anvendte er adfærdseksperimenter er:
- Responstidsforsøg. Allerede i 1868 publicerede F.C. Donders en artikel der foreslog, at forskellen i den tid, som det tog at udføre nært beslægtede opgaver kunne bruges til at sige noget om de underlæggende processer.[11] Hvis en forsøgsperson skal afgøre om et ord er det samme som det forrige ord, så vil forsøgspersonen i gennemsnit være omkring 100 ms hurtigere, hvis ordet er en gentagelse, sammenlignet med hvis det er et nyt ord.[8] Deraf kan man konkludere, at det er en simplere proces at genkende et ord end at forstå et nyt ord, selvom ordet måske er ganske velkendt (f.eks. ‘fisk’). Vores ordgenkendelse er altså afhængig af den forudgående kontekst. Kognitive modeller for ordgenkendelse må derfor indarbejde denne observation.

- Psykofysiske eksperimenter. Her bruges ofte meget simple stimuli til at afsøge grænserne for den menneskelige kognitions formåen, f.eks. om en forsøgsperson kan skelne mellem to stimuli såsom forskelle i lydstyrke eller farvetone. Her kan man både lære noget om styrkerne og begrænsningerne i det perceptuelle system. Mennesker kan f.eks. ikke høre de samme lyde som en flagermus eller skelne de samme dufte som en hund, men vi har et veludviklet farvesyn.

- Eye tracking. Her filmes forsøgspersonens øjne hvorved øjnenes bevægelser kan følges. hermed kan man lære noget om, hvad det kognitive system opfatter som interessant. Øjnene har en tendens til at se derhen, hvor overraskende eller vigtige fænomener optræder, eller hvor vi har en forventning om, at noget vil ske. Øjenbevægelser siger også noget om vores fordomme. Hvis vi f.eks. præsenteres for en skorstensfejer i en fortælling og der samtidig præsenteres et billede af en mand og en kvinde på en skærm, så vil vi have en tendens til kigge mest på manden, fordi vi har en forventning om at en skorstensfejer typisk er en mand.[12]

### Hjerneskanning og neurofysiologi
Hjerneskanningseksperimenter bruges til enten at undersøge hjernens struktur, hvorved viden om implementeringsniveauet kan opnås eller til at undersøge hjernens funktion, hvorved teorier omkring samspillet mellem implementeringsniveauet og de algoritmiske og computationelle niveauer kan testes.
- MR-skanning eller Magnetisk resonans skanning er den oftest benyttede metode til undersøgelse af hjernens struktur. Fordelen ved metoden er, at den er uden bivirkninger for deltageren, som således kan deltage i undersøgelser så ofte og så længe som nødvendigt. I skanneren udnyttes, at atomers spin indretter sig efter et stærkt magnetfelt, men at denne tilpasning kan påvirkes med radiobølger. Efterhånden som atomernes spin igen retter sig ind efter magnetfeltet, udsendes radiobølger, som kan måles. Men da atomerne retter sig ind i forskelligt tempo alt efter hvilket miljø, de befinder sig i, kan man måle en forskel, alt efter om signalet f.eks. kommer fra fedt eller vand. Disse forskelle kan bruge til at skabe billeder af hjernens forskellige vævstyper.

- fMRI-skanning eller funktionel magnetisk resonsans-skanning bruger de samme principper som den strukturelle MR-skanning, men i stedet udnyttes det at signalet fra skanneren er forskelligt alt efter hvor meget ilt hjernens blod indeholder. Hermed har man et mål, som indirekte afspejler iltforbruget i hjernen og dermed hjernens aktivitetsniveau. Ved at optage billeder hurtigt efter hinanden kan ændringer i iltningen over tid måles. Derved kan det undersøges om der er steder i hjernen, som ændrer deres iltforbrug efter typen af opgave, som forsøgspersonen udfører.

- PET-skanning eller positron-emissions-tomografi bruger radioaktive sporstoffer, som lokaliseres, når de når hjernen. Metoden benyttes blandt andet til at undersøge neurotransmitteres funktion, f.eks. dopamin og serotonin. På grund af bivirkningerne fra strålingen, benyttes metoden kun i mindre omfang på raske forsøgspersoner.

- EEG eller elektroencefalografi er en metode hvor udsving i de elektriske potentialer, som skabes af hjerneaktivitet, måles med elektroder oven på hovedet. I forhold til fMRI har metoden den fordel, at potentialerne mere direkte afspejler nervecellernes aktivitet med en meget høj tidslig opløsning. Til gengæld kan man kun dårligt lokalisere selve signalet. Metoden bruges derfor først og fremmest til at måle ‘hvornår’ en given kognitiv proces foregår. EEGs styrke er, at udstyret er relativt billigt og kan transporteres ud i felten.

- MEG eller magnetoencefalografi udnytter, at der ved en elektrisk strøm dannes et magnetfelt. MEG måler i princippet på det samme elektriske signal fra hjernen som EEG, men kilden til magnetfeltet er lettere at lokalisere i hjernen, da magnetfeltet ikke forstyrres af at passere kranie og hud. Man får derfor en noget bedre rumlig opløsning, samtidig med at den høje tidslige opløsning bevares.

### Patient- og dyreforsøg
En anden måde at undersøge forholdet mellem implementeringsniveauet og de algoritmiske og computationelle niveauer er ved at udføre adfærdseksperimenter på patienter eller dyr hvor hjernen har taget skade. Et eksempel på denne type undersøgelser finder vi ved den kognitive neurovidenskabs fødsel i 1861, hvor Paul Broca undersøgte en patient, som havde mistet evnen til at tale, uden at intellektet tilsyneladende havde taget alvorligt skade. Da patienten døde, undersøgte Broca hans hjerne og fandt, at patienten havde en udtalt skade på venstre frontallap. Broca fremsatte derfor den hypotese, at dette område var hjernens talecenter. Senere undersøgelser bekræftede dette fund. Området kaldes i dag Brocas område.
Ved dyreforsøg kan man gå mere drastisk til værks og påføre en skade, hvorved ændringer i adfærd kan studeres. Desuden kan der indføres elektroder i selve hjernen hvorved hjernens aktivitet kan måles direkte ved kilden. Herved har man f.eks. opdaget at et område ved navn hippocampus rummer celler, der holder styr på hvorhenne vi befinder os.. Indopererede elektroder bruges i sjældne tilfælde til at studere menneskelig kognition, typisk i situationer hvor elektroder indføres for at lokalisere områder med epileptisk aktivitet.

### Computersimulering
Computermodeller kræver en matematisk og formel beskrivelse af et problem, der kan omformes til en algoritme og implementeres i et computersystem. Herefter kan modellen testes med data af forskellig art. Der er to primære tilgange til computermodeller: 
- Symbolske modeller, der løser problemer ved at referere til en database og finde den rette løsning på et givet input.

- Neurale netværksmodeller, derimod bygger på et system er enheder (‘noder’) der er forbundne på en måde, der er inspireret af nervecellers netværk. Styrken af forbindelsen mellem de enkelte noder kan forandre sig, og ved at ændre styrken alt efter hvor godt systemet løser en opgave, kan modellen “lære” at løse en opgave. I modsætning til det symbolske netværk, ligger løsningen af opgaven ikke et bestemt sted i systemet, men opstår som summen af de mange forbindelser i netværket.

## Forskningsområder
- beslutningsteori
- bevidsthed
- ekspertise
- emotioner
- hjernefunktion
- hukommelse
- intelligens
- kognitiv udvikling
- kunstig intelligens
- læring
- motivation
- neurale netværk
- opmærksomhed
- perception
- problemløsning
- social kognition
- sprog
- sproglig udvikling
- tænkning

### Kognitionsvidenskab versus kognitionspsykologi
Kognitionsvidenskab er nært beslægtet med kognitionspsykologi, og grænsen mellem de to felter er ikke altid helt klar. Men oftest regnes kognitionspsykologi som en del af kognitionsvidenskab, der har et bredere sigte i kraft af sin integration af flere fagområder. Kognitionspsykologi har også traditionelt en højere grad af anvendelsessigte i behandling af patienter, mens kognitionsvidenskab er mere optaget af det teoretiske grundlag. Historisk set var psykologien en mindre del af kognitionsvidenskaben, men den er blevet mere og mere dominerende over årene.

## Uddannelse i kognitionsvidenskab
Den første bachelorgrad i kognitionsvidenskab blev uddelt i 1982 fra Vassar College i staten New York. Siden da har mere end 100 universiteter i mere end 30 lande udbudt universitetsstudier i kognitionsvidenskab. De fleste førende amerikanske universiteter udbyder en bachelor i kognitionsvidenskab (f.eks. Stanford University, UC Berkeley, UC San Diego, Harvard University, Yale University, MIT, Columbia University, Johns Hopkins University). Uddannelsen findes også i de nordiske lande, f.eks. Linköpings Universitet, Universitetet i Bergen og Helsinki Universitet. I Tyskland findes der bl.a. en uddannelse i kognitionsvidenskab ved universitetet i Osnabrück.

### I Danmark
I Danmark har flere universiteter udbudt uddannelser, som henter inspiration fra kognitionsvidenskaben. Københavns Universitet udbyder f.eks. en kandidatuddannelse i IT og Kognition samt i Kognition og Kommunikation og på Aarhus Universitet kan man læse Kognitiv semiotik.
Fra 2015 udbyder Aarhus Universitet desuden en bachelorgrad (B.Sc.) i kognitionsvidenskab.